# Молозиво

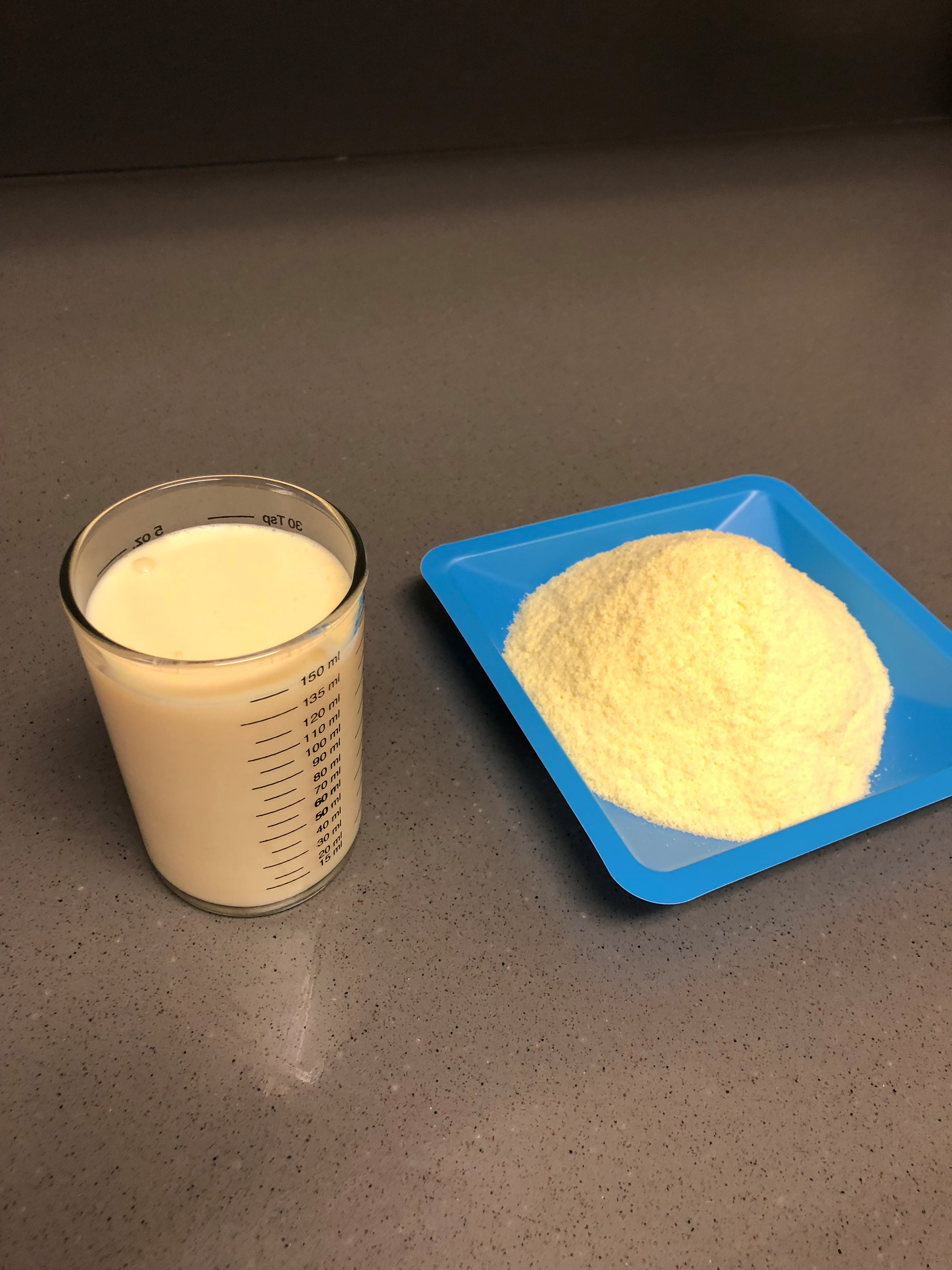
Коровье молозиво и высушенный распылением порошок молозива

Моло́зиво (лат. colostrum gravidarum) — секрет молочной железы млекопитающих, вырабатываемый в последние дни беременности и в первые дни после родов. Густая клейкая жидкость жёлтого цвета с высоким содержанием белков, представленных преимущественно сывороточными альбуминами. Молозиво существенно отличается от нормального зрелого молока по составу. Содержит меньше жира, лактозы и воды по сравнению с молоком у человека первые 3—7 суток, у скота — первые 7—10 суток после родов. Молозиво содержит иммуноглобулины и антитоксины, которые обеспечивают формирование так называемого колострального иммунитета. Также молозиво нормализует деятельность пищеварительного тракта.
Ввиду особых свойств (своеобразный вкус, свёртываемость при кипячении и др.) молозиво запрещено смешивать с нормальным молоком для последующей его реализации.

## Потребление
Казахи делят молозиво (каз. уыз) на три вида: чёрное молозиво — молоко, полученное сразу после отёла; жёлтое молозиво — молоко, полученное после кормления приплода; белое молозиво — молоко, полученное через сутки после отёла.
У казахов блюда с молозивом домашних животных считаются деликатесом. У казахов жёлтое молозиво, смешанное с молоком, варят и подают на одном большом блюде с варёным мясом. Белое молозиво едят в кипячёном виде (после варки оно по консистенции и вкусу становится похожим на нежный сладковатый творог с молоком). На Украине из него часто делают мягкий желтоватый сыр с сахаром или солью. В феврале-мае во время массового появления телят молозиво продается на базарах.